# Мехия, Бреннан
Бреннан Александр Мехия (англ. Brennan Alexander Mejia, 15 октября 1990; Лос-Анджелес, Калифорния, США) — американский актёр, модель и артист цирка. Наиболее известен по роли Тайлера Наварро, красного рейнджера в телесериале «Могучие Рейнджеры: Дино Заряд», в продолжении «Могучие Рейнджеры: Супер Дино Заряд», а так же ролью Оливера в фильме «Ба-бах».

## Биография
Родился 15 октября 1990 года в Лос-Анджелесе штата Калифорния. В семье латиноамериканского происхождения, Мехия является единственным ребенком.
Изначально занялся модельным бизнесом и несмотря на некоторый успех, Мехия при поддержке семьи и друзей, ушёл в актёрскую деятельность.
Свою первую роль Бреннан получил в 2006 году в качестве приглашенного актёра в эпизод сериала «C.S.I.: Место преступления Нью-Йорк». В следующем 2007 году сыграл роль Бреннана Юбберли в популярном детском сериале АйКарли. Мехия также снимался в фильме Грегга Араки «Ба-бах», в 2010 году, роль Оливера принесла ему небольшую известность, а с 2015 по 2016 год Бреннан снялся в телесериале «Могучие Рейнджеры: Дино Заряд», в продолжении «Могучие Рейнджеры: Супер Дино Заряд» в роли Тайлера Наварро, что окончательно получил высокую популярность среди зрителей.